# 지협쥐속
지협쥐속 또는 파나마쥐속(Isthmomys)은 비단털쥐과에 속하는 설치류 속의 하나이다. 2종을 포함하고 있다.

## 하위 종
- 노랑지협쥐 (Isthmomys flavidus)
- 피리산지협쥐 (Isthmomys pirrensis)